# Nonduif

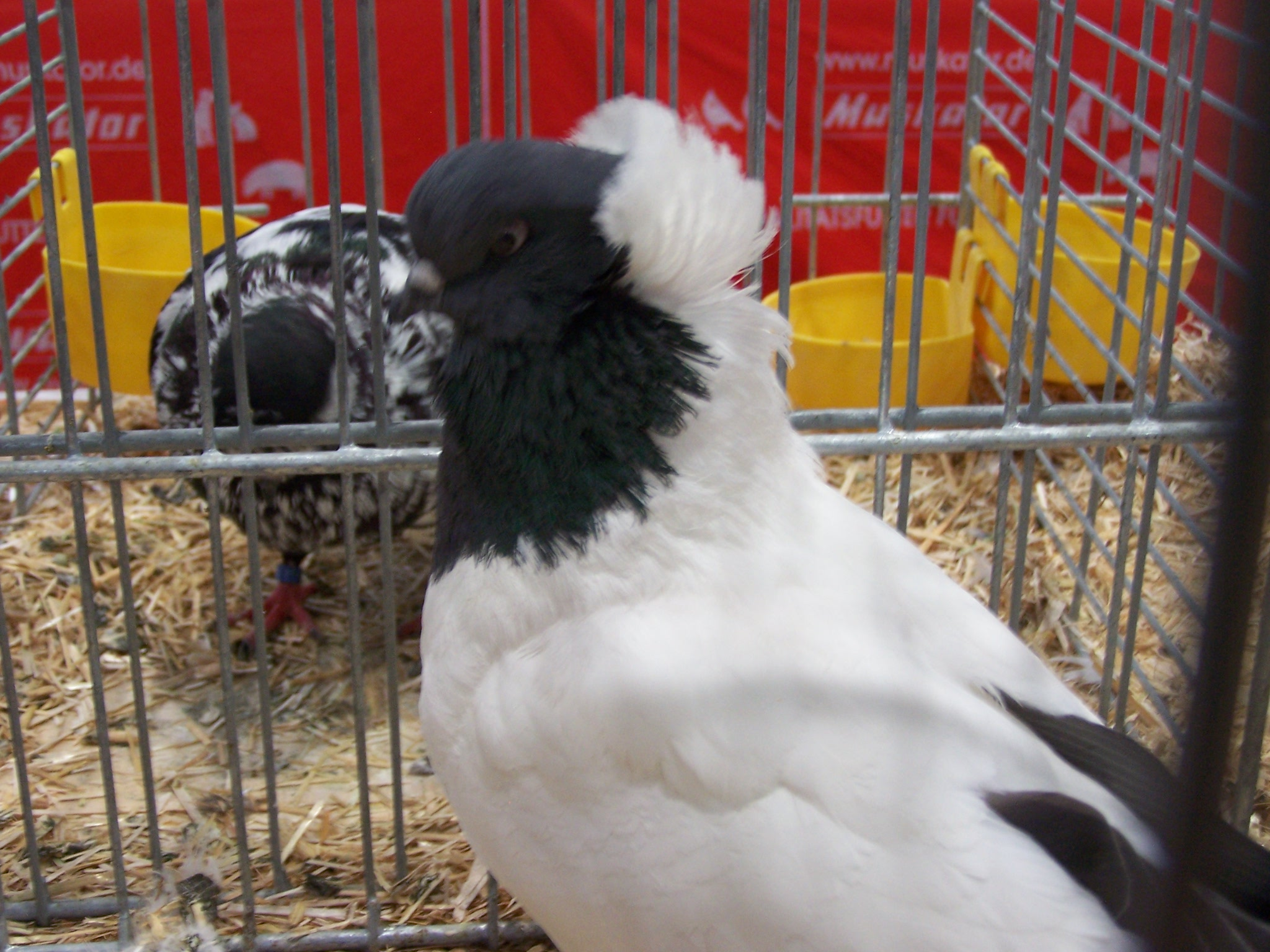
Nonduif zwart

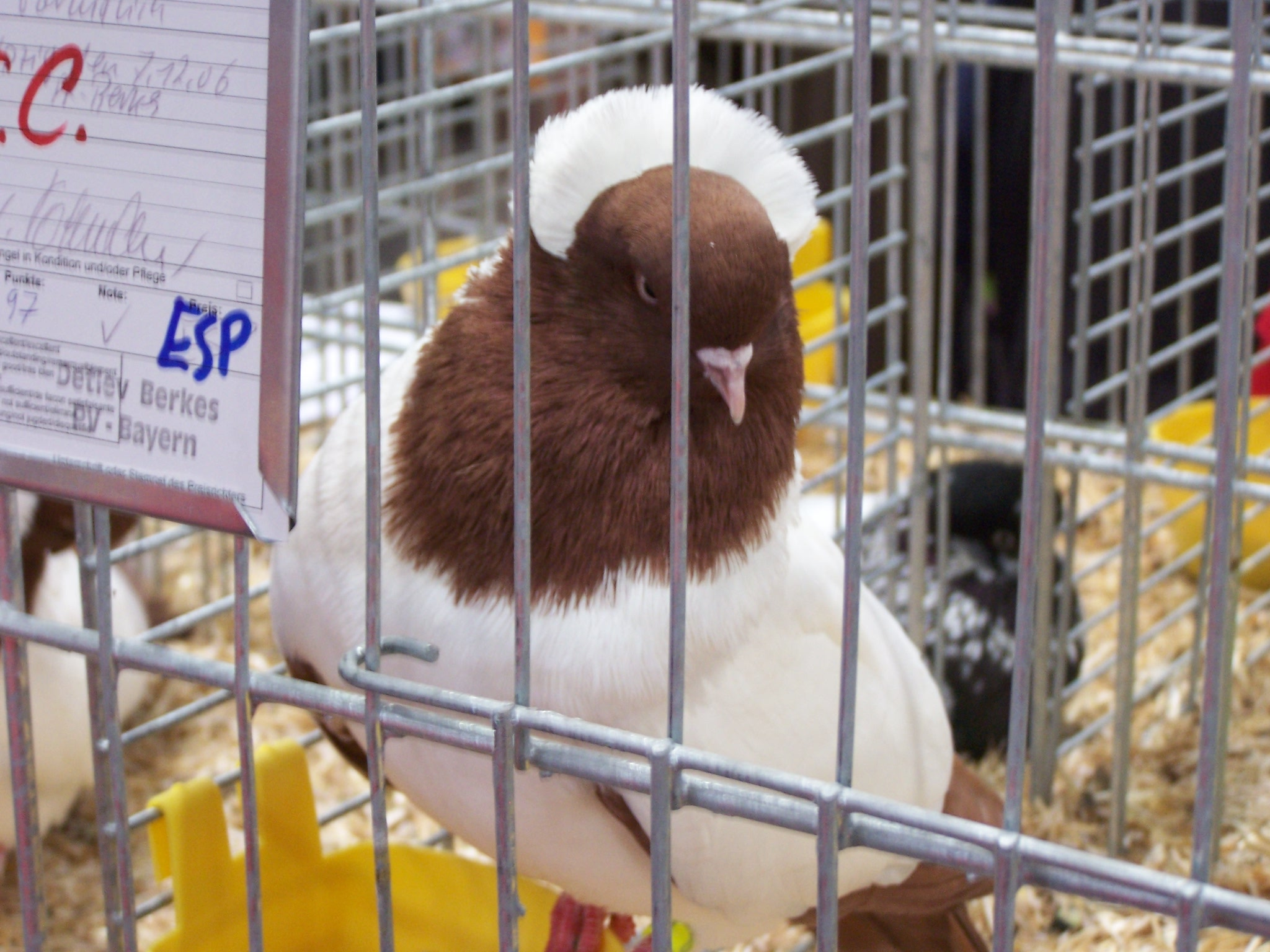
Nonduif rood

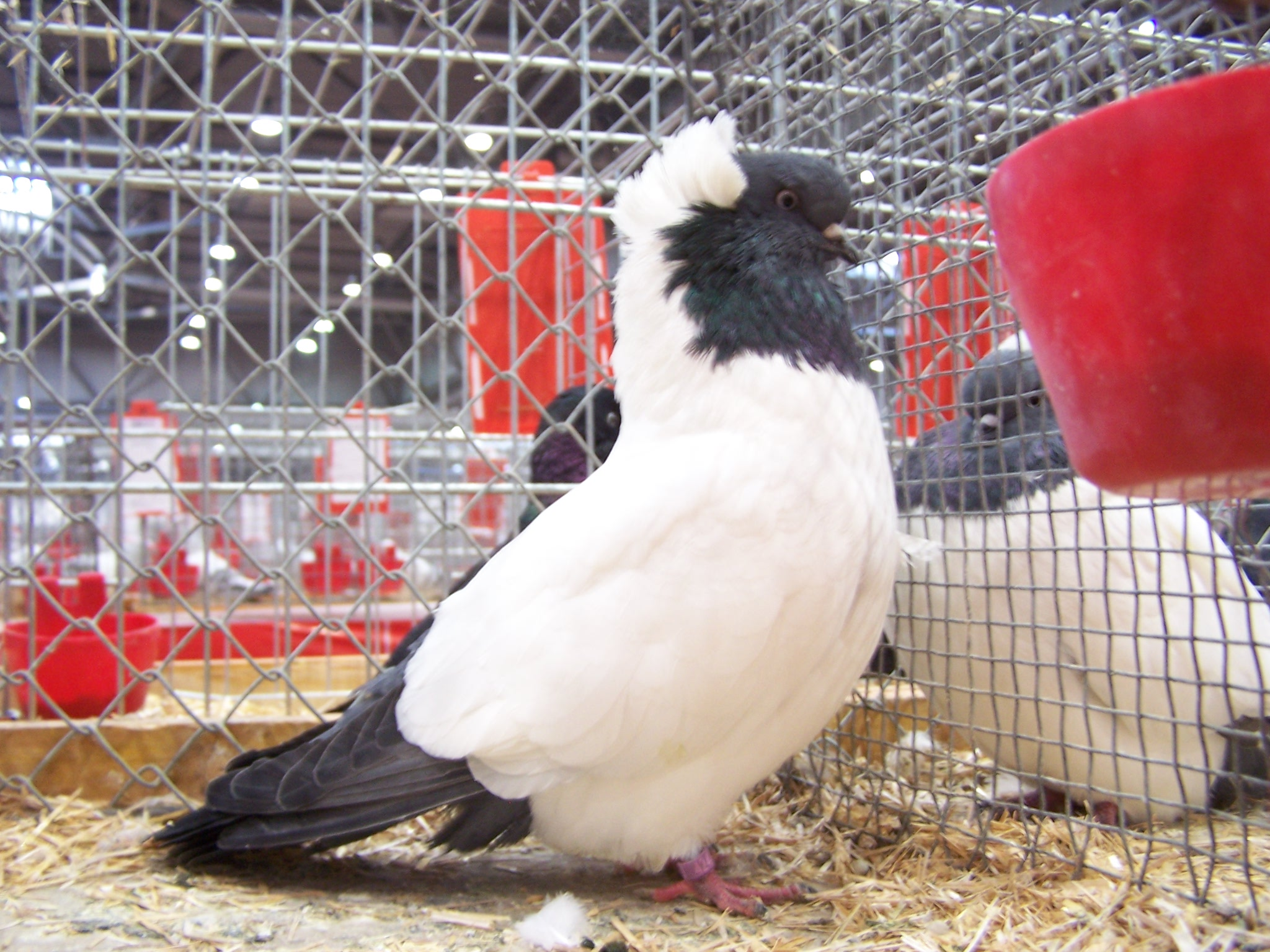
Nonduif blauw

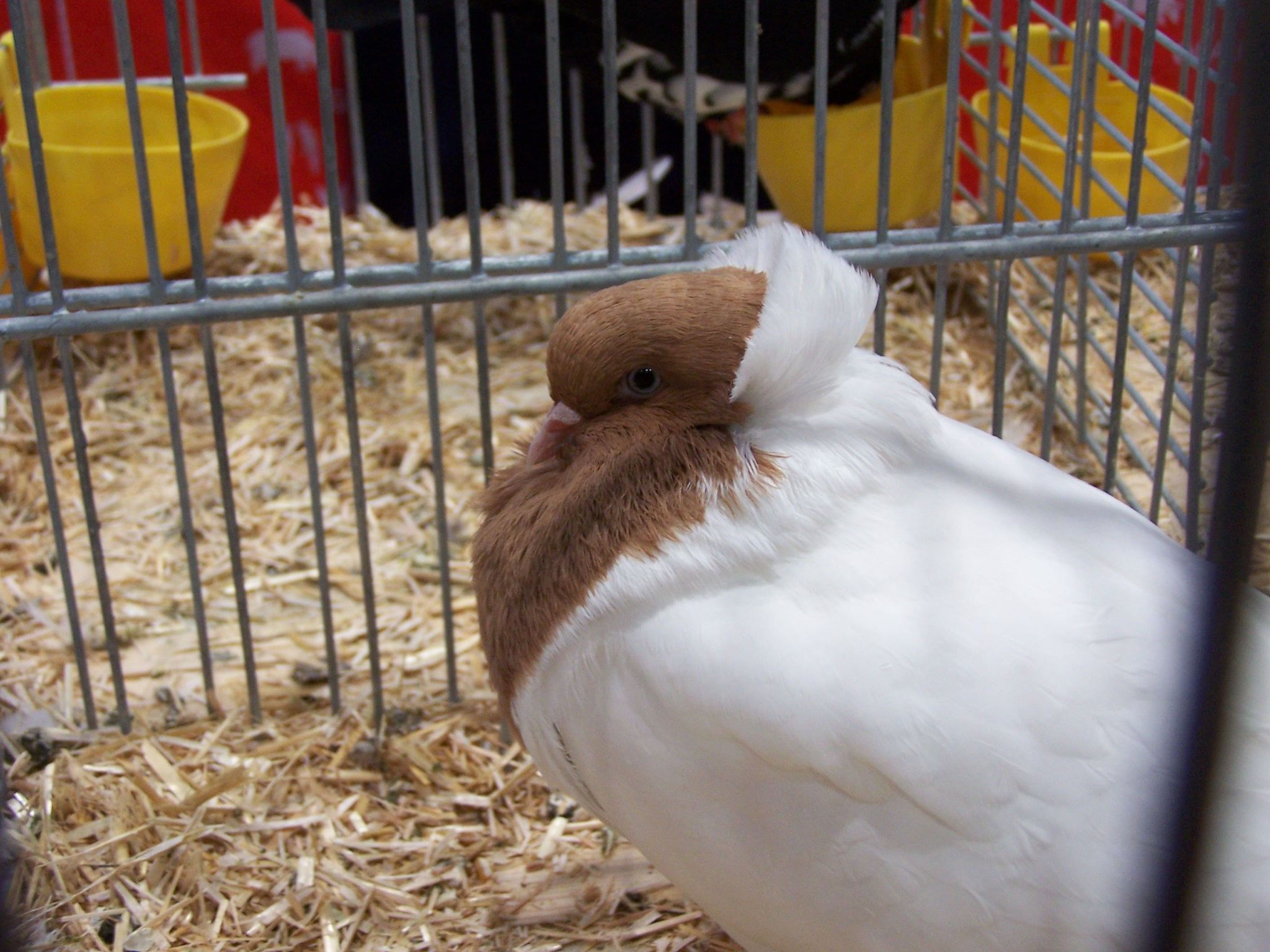
Nonduif geel

De nonduif is een duivenras dat door een groot aantal fokkers over de hele wereld gefokt wordt. De nonduif wordt al genoemd in de boeken van de schrijvers Aldrovandi omstreeks 1600 en van `John Moore` omstreeks 1750 waarin zelfs de eerste tekening van de nonduif staat afgebeeld. Deze duif is ingedeeld bij de sierduiven (gedomesticeerde duiven) in de groep tuimelaarrassen. Hij stamt af van de rotsduif (Columba livia). Het is een middelgrote duif, met een kort en compact lichaam. Duivenkenner en keurmeester Cornelis Spruijt stelde in 1955 nog dat nonduiven goed broeden en hun jongen zorgzaam grootbrengen. Tegenwoordig broeden nonduiven niet zo goed doordat men gebruik is gaan maken van voedsterduiven, zoals postduiven, om zo meer jongen te kunnen fokken. De nonduiven hoefden zelf niet meer te broeden en zo is deze eigenschap uit het ras gefokt. De doffers zijn onderling erg agressief in de broedtijd en in deze strijd gaat nog al eens een ei verloren. Momenteel zijn er wel weer fokkers die de nonduiven hun eigen jongen laten grootbrengen en zo proberen deze eigenschap weer terug te brengen in het ras. De naam tuimelaar heeft deze duif gekregen om zijn bijzondere manier van vliegen. In de lucht gooien zij hun hoofd in de nek, waardoor ze als het ware om tuimelen. Tegenwoordig is deze eigenschap enigszins weg gefokt, omdat de duiven eigenlijk steeds minder de ruimte krijgen om los te kunnen vliegen. Deze sierduif wordt gefokt met als doel ze tentoon te stellen op kleindiertentoonstellingen.
In Nederland, Duitsland, de Verenigde Staten en in het land waar de nonduif veredeld is Groot-Brittannië, komen ze op kleindiertentoonstellingen in grote aantallen voor. Op dit moment zijn er enkele fokkers in Nederland, Groot-Brittannië en Amerika die deze duif fokken in nieuwe kleurslagen o.a. as-rood, as-geel, Andalusisch blauw, lavendel en grizzle, maar deze kleurslagen zijn tot op heden nog niet erkend in Nederland

## Standaardbeschrijving
- Oorsprong: Nederland, veredeld in Groot-Brittannië
- Type: Middelgroot en compact
- Stand: Afhellend.
- Kop: fraai gerond, schedel breed en vlak tot aan de kap.
- Kap: Kap hoog geplaatst, zeer breed en hoog, verticaal gedragen
- Kapstructuur: vol en rijk van veren met een goed gesloten nekvulling (pakking)
- Oogranden: Ogen: parel kleurig iris, niet uitspringend smal, donker bij de zwarte en blauwe nonduif, bij de dun kleurige nonduif lichtgrijs, en bij de rode en gele nonduif bleek tot vleeskleurig
- Snavel: Bijna middellang, krachtig en goed gesloten, nagenoeg horizontaal gedragen, bij zwarte en blauwe nonduif, zwart achtige hoorn kleurig, en bij de rode en gele nonduif vleeskleurig
- Keel: goed uitgesneden
- Hals: middellang en krachtig, vrijwel recht gedragen
- Borst: zeer breed, vol gerond en vooruitspringend
- Buik: kort doch goed ontwikkeld
- Rug: breed tussen de schouders, afhellend naar de staart
- Vleugels: krachtig, breed en niet te lang, goed gesloten gedragen
- Staart: kort tot zéér kort, goed gesloten en in het verlengde van de rug aflopend, bijna de grond rakend
- Benen: vrij kort en stevig, loopbenen onbevederd
- Bevedering: glad aanliggend.
- Ringmaat: 8 mm.
- Kleurslagen: Zwart, dunkleur, rood, geel, blauw, blauwzilver en aszilver.
- Tekening: De kop gekleurd tot aan de binnenzijde van de kap, binnenzijde van de kap geheel wit, de grote gekleurde slab vanaf de aanzet van de kap op de wangen met een fraaie ronde, tot diep op de voorzijde van de hals (maximaal tot begin borstbeen). De staart, inclusief boven- en onderstaartdek en aan elke vleugel ten minste 7 aaneengesloten buitenste slagpennen gekleurd.
- Fouten: te lang lichaam of staart, smalle borst, te vlakke stand, te langwerpige of smalle kop, smalle, te korte, te laag aan gezette of te veel achter over hellende kap, kap rozetten, afwijkende oog kleur, te kleine slab, naar de nek door lopende slab, minder dan 7 gekleurde slagpennen, blauwe aanslag bij de rode en schimmel bij de andere kleurslagen van de nonduif.

## Volgorde van beoordeling

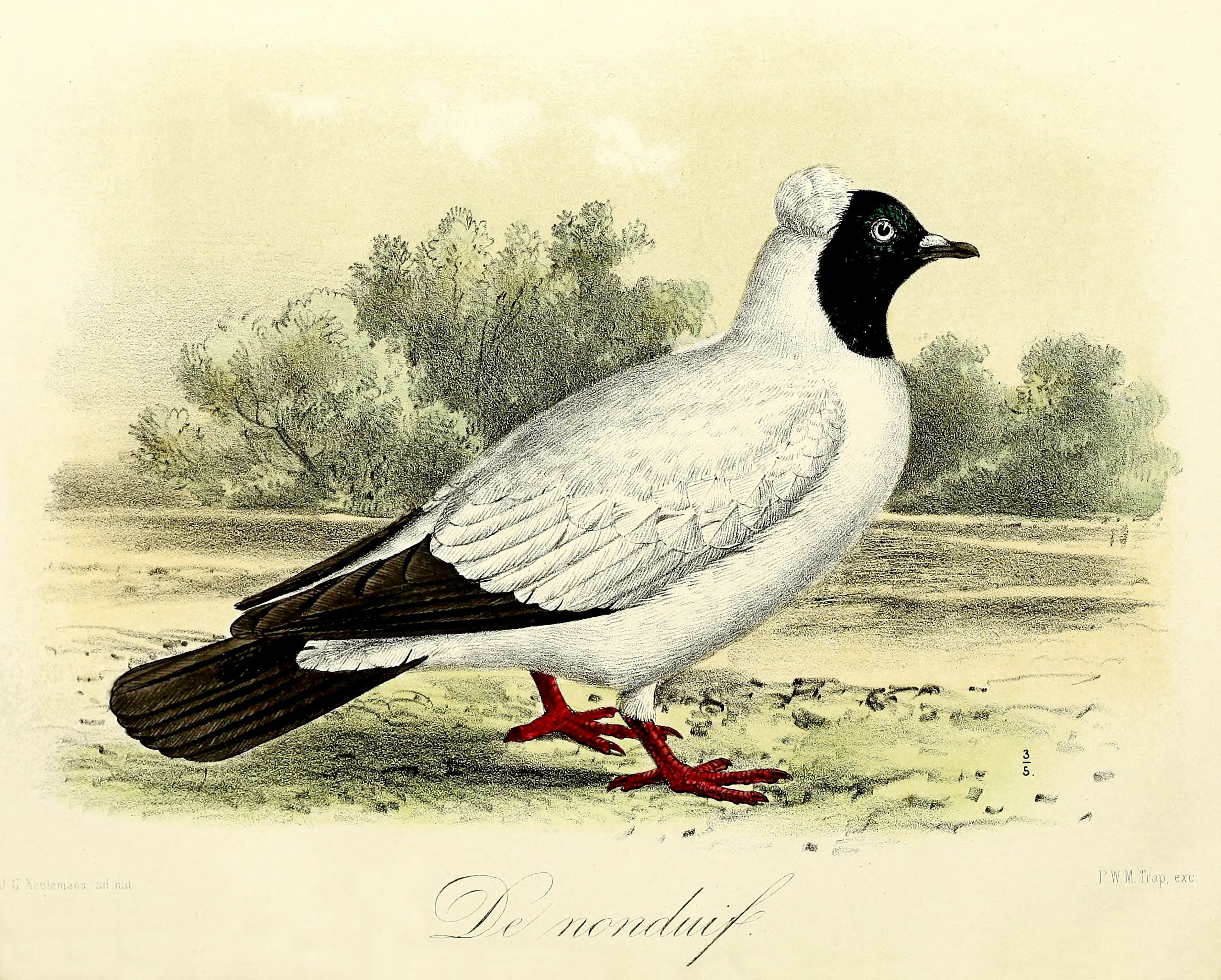
Keulemans 1869

1. Type en stand.
2. Kop en kap.
3. Oogkleur en oogranden.
4. Kleur en tekening.
5. Conditie.